# Kaliumsulfid
Kaliumsulfid ist ein Kaliumsalz des Schwefelwasserstoffs (H2S).

## Eigenschaften
Bei Luftkontakt kann es zur spontanen Selbstentzündung kommen. Kaliumsulfid ist hygroskopisch, wobei die gebildeten Hydrate nicht brennbar sind. Der Kontakt mit Säuren führt zur Freisetzung von giftigem Schwefelwasserstoff. In Gegenwart von Oxidationsmitteln entsteht Schwefeldioxid. Erschütterung oder Reibung können zur Explosion führen. An der Luft wandelt sich Kaliumsulfid allmählich in Kaliumthiosulfat um.
{\displaystyle \mathrm {2\ K_{2}S\ +\ 2\ O_{2}+\ H_{2}O\longrightarrow \ K_{2}S_{2}O_{3}\ +\ 2\ KOH} }
Wässrige Lösungen von Kaliumsulfid sind stark basisch und reagieren heftig mit Säuren.

## Darstellung
Eine mögliche Darstellungsmethode ist die Sättigung einer Kaliumhydroxidlösung mit Schwefelwasserstoff. In der Lösung bildet sich Kaliumhydrogensulfid, das sich mit einer äquivalenten Menge Kalilauge zu Kaliumsulfid umsetzen lässt.
{\displaystyle \mathrm {KOH\ +\ H_{2}S\longrightarrow \ KHS\ +\ H_{2}O} }
{\displaystyle \mathrm {KHS\ +\ KOH\longrightarrow \ K_{2}S\ +\ H_{2}O} }
Aus der Lösung kristallisiert das Salz mit 5 mol Kristallwasser. Die grobe Entwässerung geht mit einer teilweisen Zersetzung einher. Die bei Natriumsulfid angegebene Methode ist erfolgreich.
Prinzipiell lässt sich Kaliumsulfid auch durch das Zusammenschmelzen von Schwefel und Kaliumcarbonat gewinnen. Das braune Mischprodukt (Schwefelleber) wird im Handel zwar auch als Kaliumsulfid angeboten, enthält neben diesem aber zusätzlich Kaliumpolysulfide, Kaliumthiosulfat und Kaliumsulfat.

## Toxikologie
Auf Haut, Augen und Atemwege wirkt Kaliumsulfid ätzend. Je nach Exposition kommt es äußerlich zu Rötungen, Blasenbildung und Verbrennungserscheinungen. Verschlucken hat Übelkeit, Erbrechen, Durchfall und Koliken zur Folge. Übelkeit und Erbrechen treten auch bei Inhalation auf. Hinzu kommt ein starker Hustenreiz, Halsschmerzen, Kopfschmerzen. Im schlimmsten Fall kann sich ein Lungenödem bilden.